# Speicher Steinzeug
Speicher Steinzeug ist eine keramische Warenart, die im Spätmittelalter und in der Neuzeit im Töpferort Speicher in der Südeifel produziert wurde. Das Spektrum der hergestellten Steinzeuggefäße umfasste vor allem einfaches Gebrauchsgeschirr. Speicher gehörte neben Binsfeld und Herforst zu den Zentren der Eifelkeramik, die zum Rheinischen Steinzeug zählt. Kunsthandwerklich hochstehendes Steinzeug von überregionaler Bedeutung, wie es aus Köln, Raeren oder Siegburg bekannt ist, wurde in Speicher nicht gefertigt.

## Historische Entwicklung
Bereits in römischer und fränkischer Zeit waren in Speicher Töpfer ansässig. Im 12. Jahrhundert begann die Produktion von Faststeinzeug. Eine erste urkundliche Erwähnung der Speicher Töpfer datiert in das Jahr 1293.
Ab dem frühen 14. Jahrhundert begannen Speicher Töpfermeister mit der Herstellung von echtem Steinzeug. Sie schlossen sich damit der Entwicklung der anderen rheinischen Töpferzentren an, die in Siegburg und Köln ihren Anfang nahm. Charakteristisch für die teilweise mit einer Salzglasur versehenen Gefäße war ein gelbgrauer Scherben. Das Formenspektrum bestand im 14. und 15. Jahrhundert aus einfachem Gebrauchsgeschirr und unterschied sich kaum von den Typen, die im übrigen Rheinland gefertigt wurden. Charakteristisch für mittelalterliche Gefäßkeramik aus Speicher ist eine scharfe Lippe, spiralförmige außenliegende Drehrillen und ein ausladender Wellenfuß. Die frühen Gefäße hatten noch eine dunkle, violettbraune Schlammengobe mit unregelmäßiger Salzglasur, die bei den Gefäßen des 16. und 17. Jahrhunderts gleichmäßiger wurde. Im 16. und 17. Jahrhundert kam vereinzelt auch eine kobaltblaue Bemalung vor.
Das Trierer Domkapitel erlaubte 1485 den Töpfermeistern von Speicher, Binsfeld und Herforst die Gründung einer Zunft, die sich „Eulner Bruderschaft“ nannte und dem Heilig-Kreuz-Altar der Pfarrkirche von Speicher pflichtschuldig war. Im 17. Jahrhundert kam es infolge des Dreißigjährigen Krieges zu einem wirtschaftlichen Einbruch der Töpferindustrie in der Südeifel.
Mitte des 17. Jahrhunderts waren in Speicher nur noch fünf Töpfermeister ansässig. Während des 18. Jahrhunderts siedelten sich Töpfer aus dem Westerwald in der Südeifel an. Das Töpferzentrum dehnte sich von Speicher über Bruch nach Niersbach und Zemmer aus. 1722 gründeten die Brucher Töpfer eine eigene, von der Eulner Bruderschaft unabhängige Zunft. Dennoch teilten sie sich weiterhin die Tonlagerstätten. Die eingewanderten Töpfer brachten ihr technisches Wissen um die Herstellung von blau-grauer Ware im Stil des Westerwälder Steinzeugs mit. Sie führten die Redtechnik und die kobaltblaue Bemalung ein. Dadurch erlebte das Speicher Steinzeug einen neuen Aufschwung, der bis ins 19. Jahrhundert anhielt. Das Formenspektrum erweiterte sich um Teller, Schüsseln, Flaschen, Kannen, Butterfässer und andere sonst für den Westerwald typische Erzeugnisse. Gefäße mit kunsthandwerklich hochstehenden Dekoren wurden in der Südeifel jedoch auch in dieser Zeit nicht hergestellt.
Im Verlauf des 19. Jahrhunderts ging die Nachfrage nach Steinzeug europaweit zurück. Die Töpfer gaben nach und nach auf. Ende des 19. Jahrhunderts war lediglich ein Töpferbetrieb übrig. Jacob Plein-Wagner gründete 1868 die Steinwarenfabrik Jakob Plein-Wagner & Söhne, die vor allem Milchsatten, Gefäße zum Entrahmen oder Säuern von Milch, herstellte. 1886 begann Plein-Wagner mit der industriellen Herstellung eines „Milchentrahmers in Sattenform“, auf den er ein Patent erhielt und der bis 1910 rund eine Million Mal verkauft wurde. Die Firma stellt heute unter dem Namen PLEWA Schornsteinsysteme her und unterhält ein privates Keramikmuseum mit Exponaten aus der lokalen Steinzeugproduktion aus der Sammlung Jacob Plein-Wagner.

## Forschungsgeschichte
Erstmals veröffentlichte Siegfried Loeschcke 1922 einen Aufsatz zum Speicher Steinzeug in den Trierischen Heimatblättern. Zu fachgerechten archäologischen Ausgrabungen ist es bisher in Speicher nicht gekommen. Es sind jedoch zahlreiche abgegangene Öfen im Ortsgebiet bekannt, die noch nicht untersucht sind. 1979 wurden bei Bauarbeiten auf dem Marktplatz in Speicher größere Scherbenlager entdeckt. Einige dieser Funde gelangten ins Rheinische Landesmuseum Trier und wurden 1990 von Peter Seewaldt teilweise vorgelegt.